# Novovolodîmîrivka, Novomîkolaiivka
Novovolodîmîrivka (în ucraineană Нововолодимирівка) este un sat în comuna Veselîi Hai din raionul Novomîkolaiivka, regiunea Zaporijjea, Ucraina.

## Demografie
Componența lingvistică a localității Novovolodîmîrivka
     Ucraineană (88,34%)
     Rusă (11,04%)
     Alte limbi (0,61%)
Conform recensământului din 2001, majoritatea populației localității Novovolodîmîrivka era vorbitoare de ucraineană (88,34%), existând în minoritate și vorbitori de rusă (11,04%).